# Nirodia
Genre
Nirodia est un genre d'insectes lépidoptères de la famille des Riodinidae et de la sous-famille des Riodininae dont Nirodia belphegor est le seul représentant.

## Dénomination
Le genre a été nommé par John Obadiah Westwood en 1851.

## Espèce
- Nirodia belphegor Westwood, 1851; présent au Brésil.

### Source
- Nirodia sur funet